# Butambala (district)
Le district de Butambala est un district de l'Ouganda. Sa capitale est Gombe.

## Histoire
Ce district a été créé en 2010 par séparation de celui de Mpigi.